# Eurowings
Eurowings GmbH ist eine deutsche Fluggesellschaft mit Sitz in Düsseldorf. Sie entstand 1993 als Regionalfluggesellschaft und ist seit 2011 eine Tochtergesellschaft der Lufthansa. 2015 hat Eurowings die von Lufthansa abseits der Drehkreuze Frankfurt und München angebotenen Flüge sowie die zuvor durch Germanwings vermarkteten Verbindungen übernommen und bietet heute Direktflüge innerhalb von Europa an, somit auf der Kurz- und Mittelstrecke. Die Hauptbasis von Eurowings ist der Flughafen Düsseldorf.

## Geschichte

Logo der Eurowings bis 2015

### Gründung und erste Jahre
Die Eurowings Luftverkehrs AG entstand im Jahre 1993 durch den Zusammenschluss der Nürnberger Flugdienst (NFD) und der RFG – Regionalflug in Dortmund. Albrecht Knauf hielt zunächst 98,2 Prozent der Eurowings-Anteile. Eurowings verband später in Kooperation mit KLM Royal Dutch Airlines und Air France einige deutsche Regionalflughäfen mit Amsterdam und Paris. Im Jahr 1996 wurden auf diesen Strecken etwa 500.000 Passagiere befördert.

### Übernahme durch Lufthansa

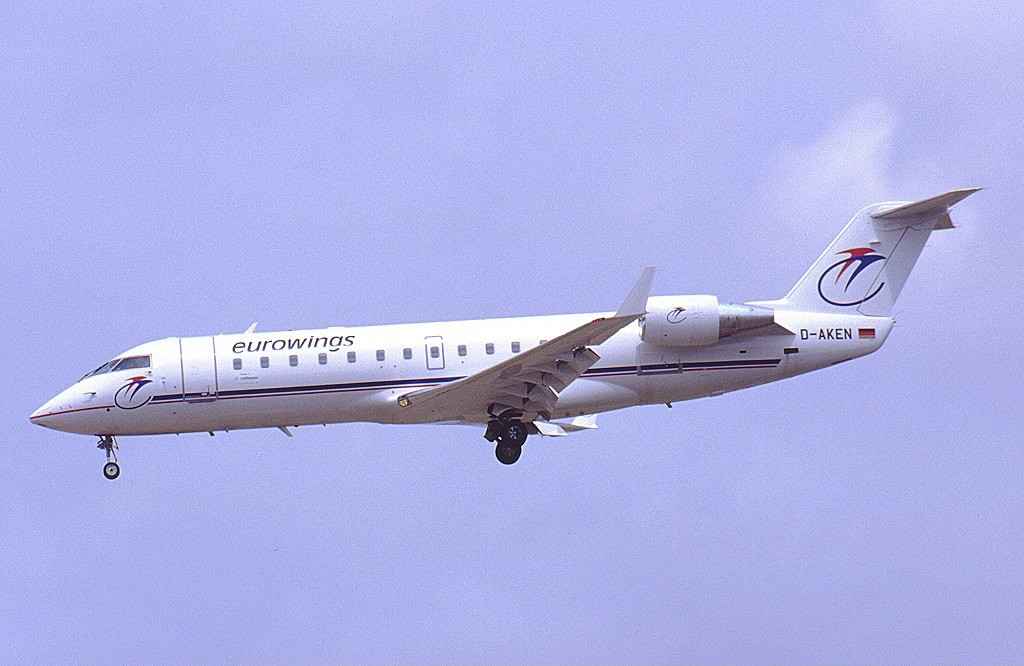
Bombardier CRJ200 der Eurowings im Jahr 2001

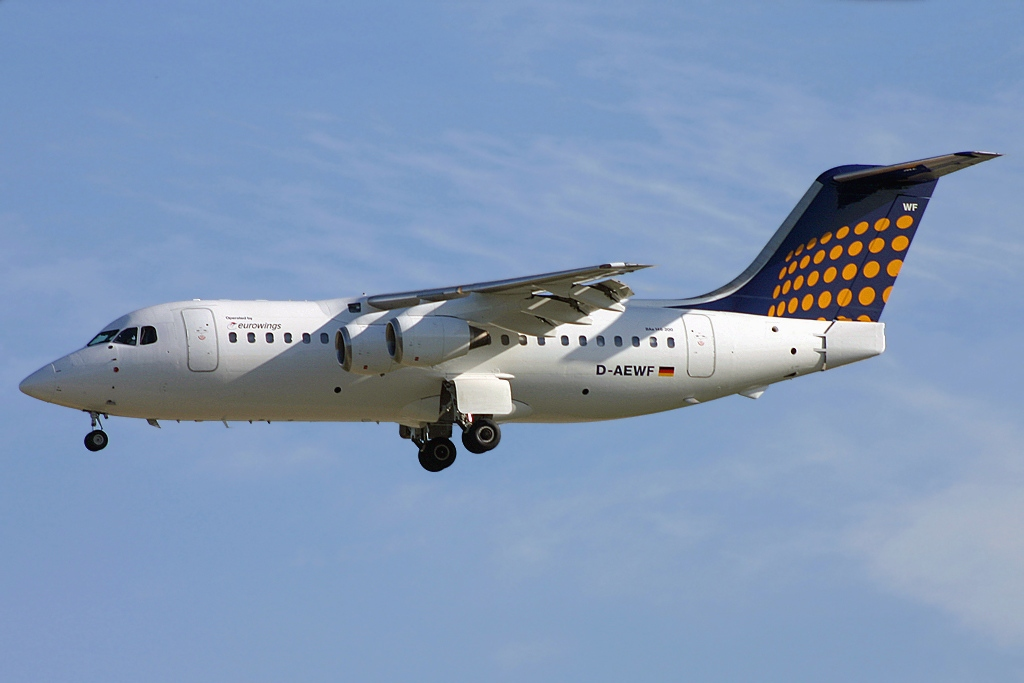
BAe 146-200 der Eurowings in den Farben der Lufthansa Regional

Ab 1. Januar 2001 war die Deutsche Lufthansa AG zunächst mit 24,9 Prozent an der Fluglinie beteiligt, zum 1. April 2004 wurde die Beteiligung auf 49 Prozent erhöht. Ab dem 22. Dezember 2005 bestand zwischen der Lufthansa und einem Treuhänder des Mehrheitsaktionärs Albrecht Knauf eine Stimmbindungsvereinbarung, durch die der Lufthansa weitere 1,0001 Prozent der Eurowings-Aktien zugerechnet wurden und sie somit die wirtschaftliche Kontrolle über Eurowings hatte. Innerhalb der Knauf-Gruppe waren die Aktienanteile der Eurowings Beteiligungs GmbH zugeordnet. Die Regionalflugverbindungen von Eurowings wurden als Lufthansa-Flüge vermarktet, die Maschinen trugen zum Großteil die Bemalung von Lufthansa Regional – die Marke Eurowings verschwand dadurch vom Markt.
Eine hundertprozentige Tochtergesellschaft der Eurowings AG war die Billigfluggesellschaft Germanwings, die 1997 als Eurowings Flug GmbH gegründet und zum 27. Oktober 2002 in Germanwings GmbH umbenannt wurde. Germanwings wurde zum 1. Januar 2009 an Lufthansa verkauft. Diese führte die Gesellschaft über die Lufthansa Commercial Holding GmbH.
Im Januar 2010 gab Eurowings bekannt, dass alle Bombardier CRJ200 und CRJ700 sukzessive aus wirtschaftlichen Gründen ausgemustert werden. Dies bedeutete eine Halbierung der bisherigen Flotte. Im März 2010 wurden darüber hinaus Pläne veröffentlicht, wonach die Verwaltung zum 1. September 2010 von Dortmund nach Düsseldorf umziehen werde. Dort sei bereits ein Großteil der Eurowings-Flotte stationiert. Zum 1. März 2011 wurde schließlich auch der Technik-Betrieb in Düsseldorf konzentriert, die Flugzeugwerft in Nürnberg wurde aufgegeben. Des Weiteren wurde beschlossen, weitere acht Bombardier CRJ900 zu übernehmen.
Zum 13. August 2011 hat Lufthansa Eurowings zu 100 Prozent übernommen. Am 1. November 2011 erfolgte ein Wechsel der Rechtsform zur GmbH. Der Grund für die Umwandlung war die Anpassung an die Beteiligungsstrukturen der Lufthansa.
Ab dem 27. Oktober 2013 führte Eurowings ebenfalls Flüge im Auftrag von Germanwings durch.

### Wings-Konzept

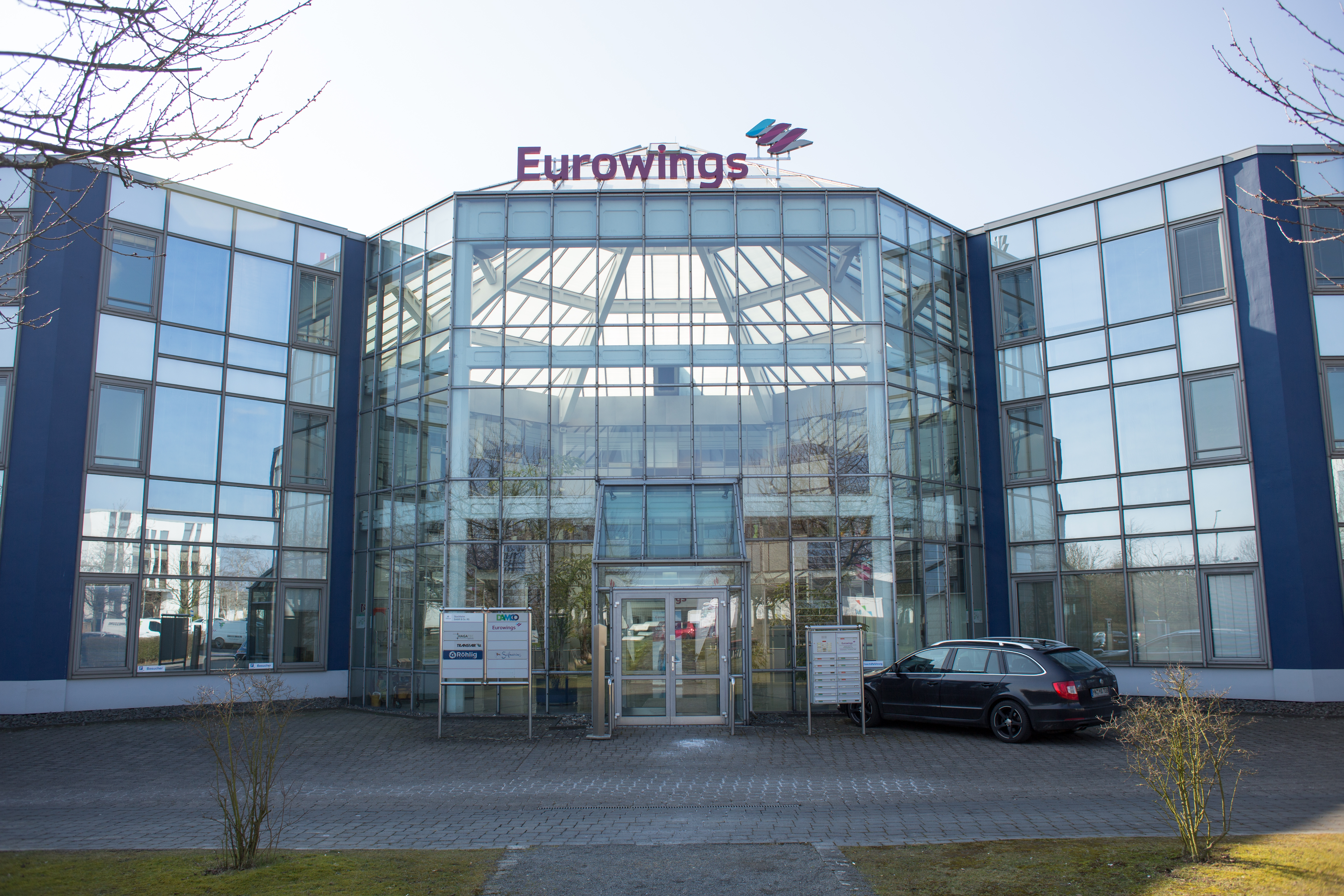
Sitz der Eurowings in Düsseldorf

Am 3. Dezember 2014 stimmte der Lufthansa-Aufsichtsrat dem Wings-Konzept zu. Ursprünglich wollte man die Maschinen von Crews der Austrian Airlines bereedern lassen, weshalb im August 2015 die Eurowings Europe GmbH mit Sitz in Wien gegründet wurde. In Wien-Schwechat wurden ab Juni 2016 drei Airbus A320-200 stationiert. Inzwischen hat die Eurowings Europe Österreich den Betrieb eingestellt und alle Flugzeuge an die Eurowings Europe Malta übertragen.
Im Oktober 2015 wurden die Flüge von Germanwings und Eurowings gebündelt und werden seitdem unter dem Markennamen „Eurowings“ angeboten. Deshalb wurde die Bombardier-Flotte der Eurowings durch Flugzeuge des Typs Airbus A320-200 ergänzt. Am 25. Oktober 2015 übernahm die Eurowings GmbH die Verantwortung für die Flüge und ist nun der Vertragspartner der Passagiere. Seit dem 1. November 2015 ist Germanwings Wetlease-Betreiber der Eurowings. Luftfahrzeuge und das Luftfahrtpersonal setzt Germanwings somit im Auftrag von Eurowings ein (ACMI-Verträge). Für die Langstrecke wurden mehrere A330-200 geleast, die ab dem 2. November 2015 von Sunexpress Deutschland unter einer Wetlease-Vereinbarung betrieben wurden.

### Langstrecke 2015 bis 2020

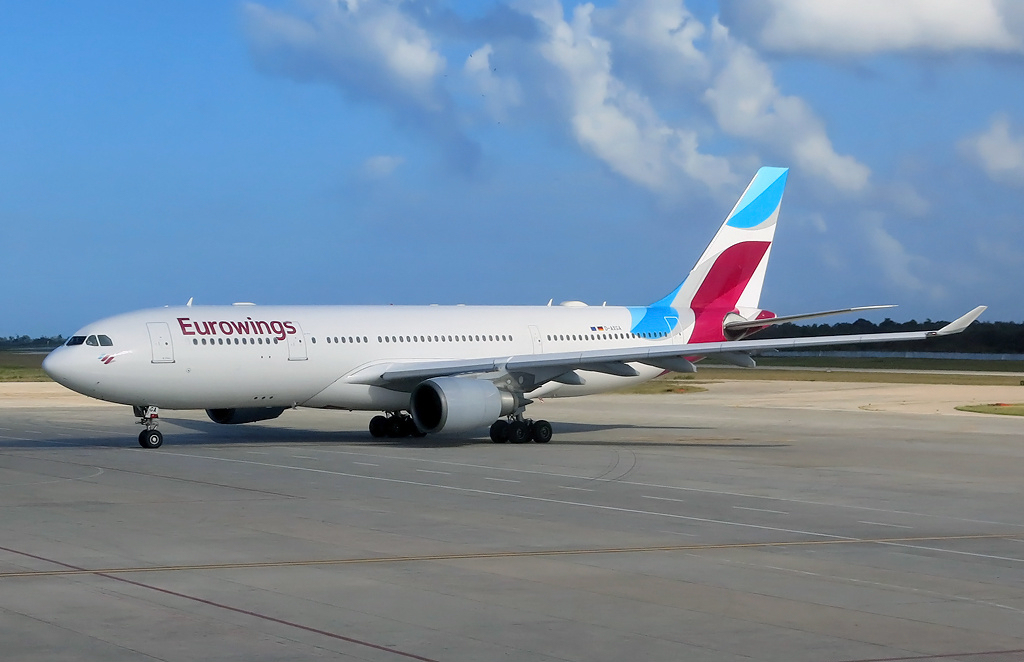
Airbus A330-200 der Eurowings

Im November 2015 startete mit einem Airbus A330-200 auf der Strecke Köln/Bonn–Varadero (Kuba) der erste Langstreckenflug von Eurowings.
Im Januar 2016 häuften sich kritische Medienberichte über Eurowings, unter anderem wegen langer Verspätungen und Ausfällen auf der Langstrecke. Laut Eigenangaben waren sieben Prozent aller Eurowings-Langstreckenflüge verspätet.
Die Konzernmutter Lufthansa reagierte Mitte Januar, indem sie eine Taskforce einsetzte. Anfang Februar 2016 wurde ein Maßnahmenplan präsentiert, der die Verspätungen unter anderem mit mehr Flugzeugen und weniger Flugzielen reduzieren will. So wurden die Flüge nach Boston und Las Vegas, die für den 4. Mai geplant waren, zuerst um einen Monat auf den 1. Juni verschoben und die Flüge in den Iran vorerst ganz auf Eis gelegt. Die Flüge nach Boston starteten wie geplant, wurden jedoch bereits zum 28. August wieder gestrichen. Dafür wurde im Anschluss Miami zum 1. September 2016 in den Flugplan aufgenommen.
Im Jahr 2017 wurde die Langstreckenflotte auf vier Flugzeuge ausgebaut. Im Juli 2017 nahm Eurowings eine neue Langstreckenverbindung nach Namibia auf. Ab November 2017 flog Eurowings ab Düsseldorf Ziele in der Karibik an, um die Flugausfälle durch die Insolvenz der Air Berlin im Oktober 2017 zu ersetzen.
Ab dem Sommerflugplan 2018 übernahm Eurowings die Langstrecke von Düsseldorf nach Miami von ihrer Muttergesellschaft Lufthansa; außerdem wurden neue sowie vormals von Air Berlin betriebene Langstrecken aufgenommen, so etwa von Düsseldorf nach New York JFK und Fort Myers (die Flüge wurden von Brussels Airlines durchgeführt). Ab November 2018 wurden alle Langstreckenflüge von Köln/Bonn nach Düsseldorf verlegt.
Im Juni 2019 wurde bekannt gegeben, dass Eurowings die Langstrecke aufgeben und die Flotte auf die Airbus-A320-Familie vereinheitlicht wird. Seit 2021 werden Langstreckenflüge nicht mehr von Eurowings, sondern von Discover Airlines, ehemals Eurowings Discover, durchgeführt.

### Kooperation mit Air Berlin

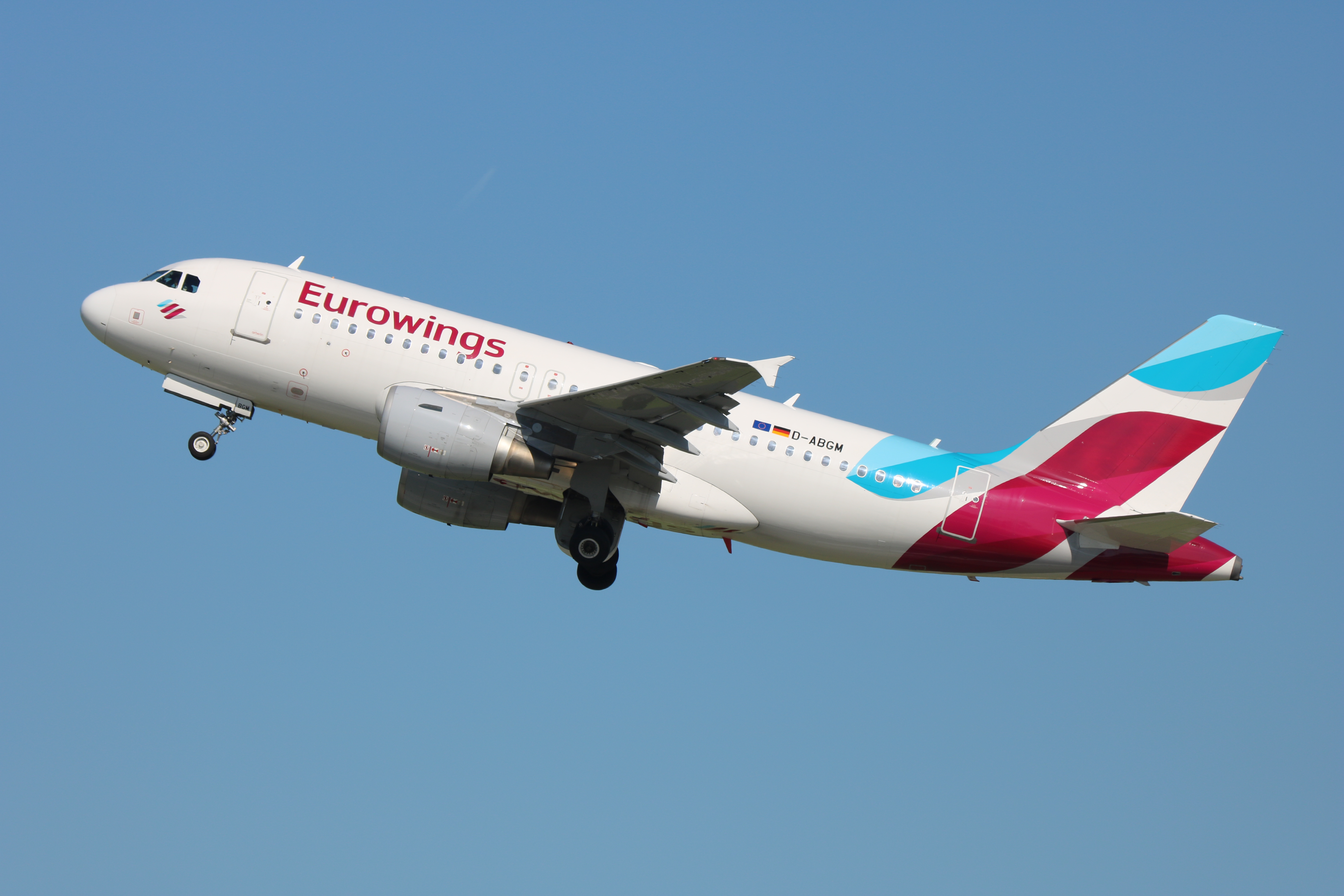
Airbus A319-100 der Air Berlin im Betrieb für Eurowings; die Maschine trägt auf der vorderen Einstiegstür einen Aufkleber, der auf die Zugehörigkeit zu Air Berlin hindeutet.

Ende 2016 wurde bekannt, dass Lufthansa bis zu 40 Flugzeuge der Airbus-A320-Familie im Wet-Lease von Air Berlin übernehmen wird. Diese Vereinbarung wurde am 30. Januar 2017 vom Bundeskartellamt genehmigt. 35 Flugzeuge werden nun von Eurowings eingesetzt, fünf gingen an Austrian Airlines. Diese wurden von der Lufthansa für sechs Jahre gemietet und seit dem Sommerflugplan 2017 im Streckennetz der Eurowings eingesetzt. Das wirtschaftliche Risiko übernahm Eurowings.
Am 15. Februar 2017 musterte Eurowings ihre letzte Bombardier CRJ900 aus, womit das Ende der Eurowings als Regionalfluggesellschaft besiegelt war.
Am 15. August 2017 meldete die Air Berlin Insolvenz in Eigenverwaltung an. Die Lufthansa teilte daraufhin mit, dass sie Verhandlungen zur Übernahme von Teilen aus der Insolvenzmasse aufnehme, um den Betrieb der von Air Berlin stammenden Flugzeuge weiter zu gewährleisten.
Gleichzeitig war ein Zusammenschluss mit Brussels Airlines bis Ende 2020 geplant, wurde jedoch im Juni 2019 aufgegeben.

### Kooperation mit German Airways
Von November 2017 bis Anfang April 2020 betrieb German Airways (ehemals Luftfahrtgesellschaft Walter; kurz: LGW) einige De Havilland DHC-8-400 für Eurowings auf innereuropäischen Kurzstrecken ab Düsseldorf. Die Ziele beinhalteten den Flughafen London Heathrow und Paris Charles-de-Gaulle.

## Basen

### Eurowings
Eurowings betreibt keine Drehkreuze, hat aber an folgenden Basen Flugzeuge stationiert: Flughafen Berlin Brandenburg, Flughafen Dortmund, Flughafen Düsseldorf, Flughafen Hamburg, Flughafen Hannover, Flughafen Köln/Bonn, Flughafen Nürnberg, Flughafen Stuttgart.

### Eurowings Europe
Die Tochtergesellschaft Eurowings Europe betreibt wie die Muttergesellschaft Eurowings ebenfalls keine Drehkreuze, hat aber an folgenden Basen Flugzeuge stationiert:
Flughafen Graz, Flughafen Palma, Flughafen Prag, Flughafen Salzburg, Flughafen Stockholm/Arlanda
Der Flughafen Pristina wird nicht mehr als Basis genutzt.

## Flugziele
Eurowings ist auf Direktflüge innerhalb von Europa spezialisiert, bietet aber auch kurze Mittelstrecken zu Zielen außerhalb Europas an.
Weitere Ziele werden durch Eurowings Europe ab Graz, Palma de Mallorca, Prag, Pristina, Salzburg und Stockholm/Arlanda unter dem Namen Eurowings angeboten.

### Codesharing
Eurowings unterhält unilaterale Codeshare-Abkommen mit Aegean Airlines, Air Canada, All Nippon Airways, Austrian Airlines, Lufthansa, Singapore Airlines, Swiss und United Airlines. Seit Sommer 2023 besteht ein bilaterales Codeshare-Abkommen mit Smartwings.

## Sponsoring
Eurowings ist Sponsor des Fußball-Bundesligisten Borussia Dortmund und des Handball Sport Verein Hamburg.
Mitte Mai 2016 ging man eine erneute Partnerschaft mit dem Fußballverein Borussia Dortmund ein. Diese umfasst auch die Beförderung der Mannschaft zu Champions-League-Spielen, die zuvor von Turkish Airlines geleistet wurde. Zu diesem Zweck erhielt ein Airbus A320-200 eine Sonderbemalung. Durch diese Partnerschaft soll die Fluggesellschaft europaweit bekannter werden.
Die Partnerschaft mit den Bundesligisten im Frauen-Volleyball Allianz MTV Stuttgart besteht nicht mehr.
Im Juni 2024 wurde die Partnerschaft mit Borussia Dortmund bis 2026 verlängert.

## Flotte

### Aktuelle Flotte

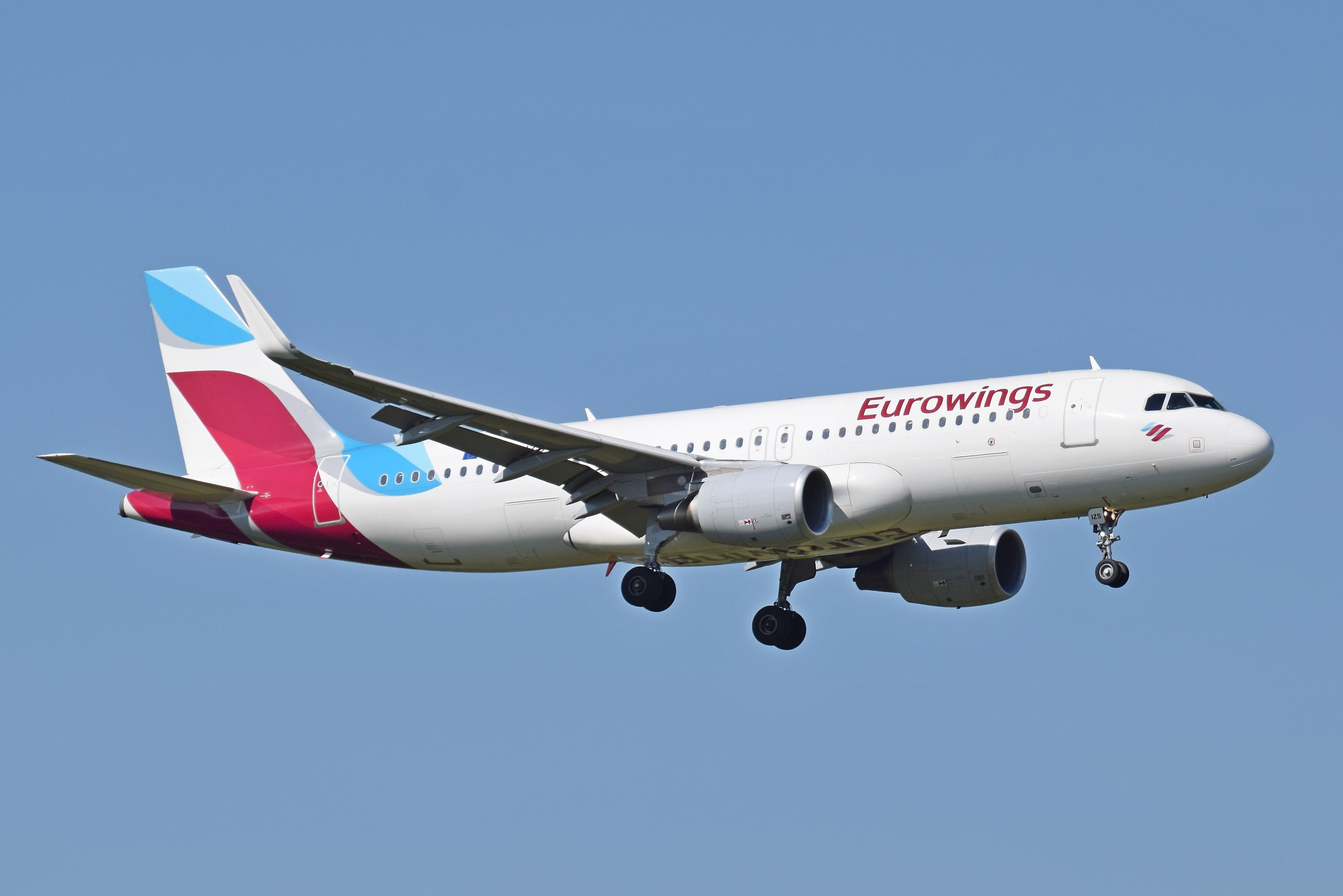
Airbus A320-200 der Eurowings

Mit Stand April 2025 besteht die Flotte der Eurowings aus 94 Flugzeugen mit einem Durchschnittsalter von 13,6 Jahren:
| Flugzeugtyp      | Anzahl | bestellt | Anmerkungen                                                                       | Sitzplätze | Durchschnittsalter |
| ---------------- | ------ | -------- | --------------------------------------------------------------------------------- | ---------- | ------------------ |
| Airbus A319-100  | 26     | 0        | einer inaktiv                                                                     | 144 150    | 16,8 Jahre         |
| Airbus A320-200  | 43     | 0        | 15 mit Sharklets ausgestattet; 15 betrieben durch Avion Express Malta             | 174 180    | 14,6 Jahre         |
| Airbus A320neo   | 07     | 0        |                                                                                   | 180        | 02,5 Jahre         |
| Airbus A321-200  | 06     | 0        |                                                                                   | 230        | 13,0 Jahre         |
| Airbus A321neo   | 05     | 0        |                                                                                   | 232        | 01,5 Jahre         |
| Boeing 737-800   | 07     | 0        | mit Winglets ausgestattet; durch Smartwings betrieben                             | 189        | 15,8 Jahre         |
| Boeing 737 MAX 8 | 0      | 40       | + 60 Optionen; Auslieferung vsl. von 2027 bis 2032; Ersetzen A319 und ältere A320 | 189        | 0                  |
| Gesamt           | 94     | 40       |                                                                                   |            | 13,6 Jahre         |

Eurowings nutzte im Sommer 2023 per Wet-Leasing bis zu 14 Airbus A320 von Avion Express Malta, bis zu 5 Airbus A220-300 von Air Baltic und zwei Boeing 737-800 von TUIfly.

### Aktuelle Sonderbemalungen
| Flugzeugtyp     | Luftfahrzeugkennzeichen            | Bemalung                                                                                                | Zeitraum | Bild |
| --------------- | ---------------------------------- | --- | --- | ---- |
| Airbus A320-200 | D-AEWM                             | „Borussia Dortmund Mannschaftsairbus“ zuvor „Borussia Dortmund Fanairbus“ (April 2022 bis Februar 2025) | seit Februar 2025                                                                                           |      |
| Airbus A320-200 | D-AEWP                             | Salzburger Land                                                                                         | seit September 2023                                                                                         |      |
| Airbus A320neo  | D-AENE                             | "Yes to Europe"                                                                                         | seit April 2024                                                                                             |      |
| Airbus A320neo  | D-AENA D-AENC D-AENF D-AENG D-AENH | „#makechangefly“                                                                                        | NA: seit Mai 2022 NC: seit Juli 2022 NF: seit August 2022 NG: seit September 2022 NH: seit Februar 2023     |      |
| Airbus A321neo  | D-AEEA D-AEEB D-AEEC D-AEED D-AEEE | „#makechangefly“                                                                                        | EA: seit Juli 2023 EB: seit August 2023 EC: seit November 2023 ED: seit Dezember 2023 EE: seit Februar 2024 |      |

### Ehemalige Sonderbemalungen
| Flugzeugtyp     | Luftfahrzeugkennzeichen | Bemalung                                | Zeitraum                         | Verbleib des Flugzeuges                                                                         | Bild |
| --------------- | ----------------------- | --------------------------------------- | -------------------------------- | ----------------------------------------------------------------------------------------------- | ---- |
| Airbus A320-200 | D-ABDP                  | „Kroatien voller Leben“                 | Mai 2017 bis Januar 2020         | Sticker im Januar 2020 entfernt seit Oktober 2022 bei Eurowings Europe Malta als 9H-EUL         |      |
| Airbus A320-200 | D-ABDQ                  | „Europa-Park“                           | März 2017 bis April 2024         | seit April 2024 bei Eurowings Europe Malta als 9H-EUM. Immernoch in Europa-Park Lackierung      |      |
| Airbus A320-200 | D-ABDU                  | „Hertz“                                 | Januar 2019 bis April 2021       | im April 2021 in Standardfarben umlackiert seit März 2024 bei Eurowings Europe Malta als 9H-EUO |      |
| Airbus A320-200 | D-ABHC                  | „Eurowings Hotels — Powered by HRS“     | August 2019 bis September 2020   | Sticker im September 2020 entfernt seit Februar 2024 bei Eurowings Europe Malta als 9H-EUQ      |      |
| Airbus A320-200 | D-AEWG                  | „Visit Sweden/Göteborg“                 | November 2016 bis Mai 2019       | Sticker im Mai 2019 entfernt seit März 2025 bei Eurowings Europa Malta als 9H-EWG               |      |
| Airbus A320-200 | D-AEWM                  | „Boomerang Club“                        | Dezember 2016 bis März 2022      | im April 2022 in Borussia Dortmund Farben umlackiert                                            |      |
| Airbus A320-200 | D-AEWS                  | „AVIS car hire“                         | September 2018 bis November 2020 | Sticker im November 2020 entfernt                                                               |      |
| Airbus A320-200 | D-AIZR                  | „Borussia Dortmund - Mannschaftsairbus“ | Juli 2016 bis Januar 2023        | im Januar 2023 an die Lufthansa als D-AIZR.                                                     |      |
| Airbus A320-200 | D-AIZS                  | „Fuelled by the world’s greatest team“  | März 2021 bis Januar 2023        | im Januar 2023 an die Lufthansa als D-AIZS                                                      |      |
| Airbus A320neo  | D-AENB                  | „#makechangefly“                        | August 2022 bis Mai 2024         | seit Mai 2024 bei Eurowings Europe Malta als 9H-ENB                                             |      |
| Airbus A330-200 | D-AXGA                  | „Cuba“                                  | September 2017 bis März 2020     | im März 2020 die Flotte verlassen wurde im November 2023 in München verschrottet                |      |
| Airbus A330-200 | D-AXGF                  | „Las Vegas“                             | Juli 2017 bis Juli 2021          | im Juli 2021 an Discover Airlines transferiert als D-AXGF                                       |      |

### Ehemalige Flugzeugtypen

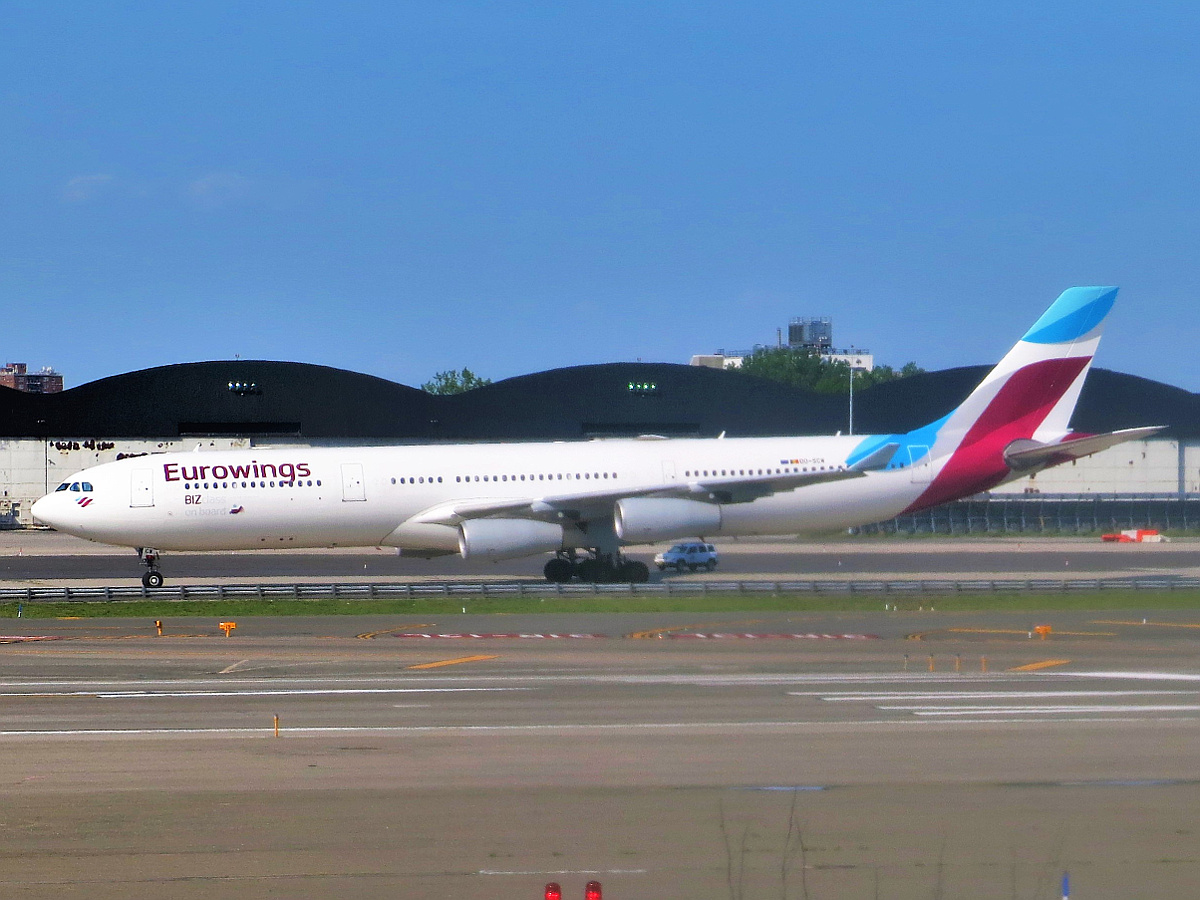
Airbus A340-300 der Eurowings

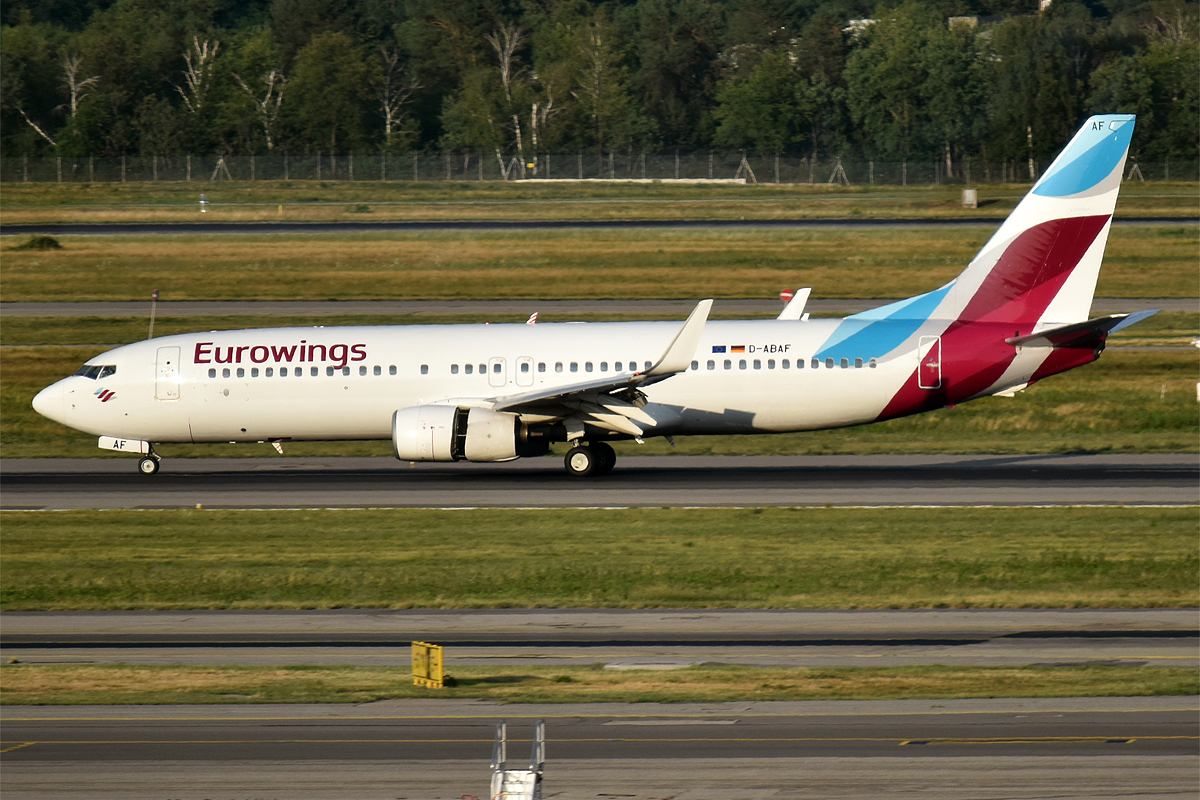
Boeing 737-800 der Eurowings

In der Vergangenheit betrieb Eurowings unter anderem folgende Flugzeugtypen:
- Airbus A330-200
- Airbus A330-300[62]
- Airbus A340-300
- ATR 42-300/500
- ATR 72-200/500
- BAe 146-200/300
- Boeing 737-800
- Bombardier CRJ200/700/900
- De Havilland DHC-8-400[63]
- Dornier 328-110
- Fairchild Swearingen Metro[64]